# Lilly et l'Oiseau
Pour plus de détails, voir Fiche technique et Distribution.
Lilly et l'Oiseau (The Starling) est un film américain réalisé par Theodore Melfi, sorti en 2021.

## Synopsis
Lilly, endeuillée, trouve la force d'affronter son chagrin à l'aide d'un étourneau installé dans son jardin.

## Fiche technique
- Titre : Lilly et l'Oiseau
- Titre original : The Starling
- Réalisation : Theodore Melfi
- Scénario : Matt Harris
- Musique : Benjamin Wallfisch
- Photographie : Lawrence Sher
- Montage : Matt Friedman et Peter Teschner
- Production : Nancy Kirhoffer, Theodore Melfi, Chris Parker, Kimberly Quinn et Dylan Sellers
- Société de production : Boies Schiller Entertainment, Culmination Productions, Entertainment One, Goldenlight Films et Limelight
- Pays de production :  États-Unis
- Genre : Comédie dramatique
- Durée : 102 minutes
- Dates de sortie : 
  - États-Unis : 17 septembre 2021
  - France : 24 septembre 2021 (sur Netflix)

## Distribution
- Melissa McCarthy (VF : Véronique Alycia) : Lilly Maynard
- Chris O'Dowd (VF : Julien Allouf) : Jack Maynard
- Kevin Kline (VF : Guy Chapellier) : Dr. Larry Fine
- Timothy Olyphant (VF : Jean-Pierre Michaël) : Travis Delp
- Skyler Gisondo (VF : Nathanel Alimi) : Dickie
- Veronica Falcon (VF : Charlotte Correa) : Rosario
- Daveed Diggs (VF : Jhos Lican) : Ben
- Loretta Devine (VF : Marie-Madeleine Burguet-Le Doze) : Velma
- Ravi Kapoor (VF : Franck Sportis) : Dr Manmohan
- Kimberly Quinn (VF : Pauline Moingeon-Vallès) : Regina
- Rosalind Chao (VF : Yumi Fujimori) : Fawn
- Don McManus (VF : Constantin Pappas) : Big Daddy
- Laura Harrier : Sherri
- Elisabeth Röhm : Nancy